# 三井住友トラスト・システム&サービス
三井住友トラスト・システム&サービス株式会社（みついすみともトラスト・システム&サービス、英: Sumitomo Mitsui Trust Systems & Services Co., Ltd）は、三井住友トラスト・グループのシステムインテグレーター（ユーザー系）。東京都府中市に本社を置く。

## 概要
三井住友トラスト・グループ内の各社に企画・提案から大型プロジェクトの受託開発、システム運用までトータルサービスを提供している。
三井住友信託銀行が発足した2012年に旧住友信託銀行系の住信情報サービス株式会社が旧中央三井信託銀行系の中央三井インフォメーションテクノロジー株式会社を吸収合併し、三井住友トラスト・システム＆サービス株式会社として発足した。

## 沿革

### 住信情報サービス
- 1973年（昭和48年）2月 - 証券代行業務を主業務とする「南海証券代行株式会社」として設立。
- 1980年（昭和55年）1月 - 東京支店開設。
- 1981年（昭和56年）7月 - 「南海ビジネスサービス株式会社」へ商号変更。
- 1982年（昭和57年）4月 - コンピューター・ソフトウエア開発事業を開始。
- 1983年（昭和58年）6月 - 東京支社開設。
- 1984年（昭和59年）11月 -「住信情報サービス株式会社」へ商号変更。
- 1986年（昭和61年）7月 - コンピューター・ソフトウエア開発およびコンピューター関連諸事業に専業化。
- 1986年（昭和61年）7月 - 本社移転（住友信託銀行千里ビル）。
- 1989年（平成元年）9月 - 大阪本社、東京本社の2本社制。
- 1989年（平成元年）11月 - 東京本社移転（西新宿ウェル新都心ビル）。
- 1992年（平成4年）10月 - 住友信託銀行府中ビルに事業所開設。
- 1992年（平成4年）11月 - 大阪本社移転（千里朝日阪急ビル）。
- 1993年（平成5年）10月 - 東京本社移転（住友信託銀行府中ビル）
- 1995年（平成7年）11月 - 大阪本社移転（住友商事千里ビル）。
- 2001年（平成13年）1月 - 一般第二種電気通信事業に進出。
- 2004年（平成16年）1月 - 大阪本社移転（住友信託銀行千里ビル）。
- 2008年（平成20年）2月 - 丸の内サテライトオフィス新設（丸の内センタービルディング）。

### 中央三井インフォメーションテクノロジー
- 1986年（昭和61年）1月 - 「三井信情報システム株式会社」設立。
- 1986年（昭和61年）6月 - 「中信情報システム株式会社」設立。
- 2000年（平成12年）5月 - 三井信情報システム株式会社を存続会社として「中央三井インフォメーションテクノロジー株式会社」へ商号変更[1]。

### 三井住友トラスト・システム＆サービス
- 2012年（平成24年）10月 - 住信情報サービス株式会社を存続会社とする形で両社が合併し、「三井住友トラスト・システム＆サービス株式会社」として発足。

## 事業所
- 本社 - 東京都府中市日鋼町1番10 三井住友信託銀行府中ビル
- 千里事業所 - 大阪府豊中市新千里西町1丁目1番3号 三井住友信託銀行千里ビル